# Rijksbeschermd gezicht Vreeswijk
Gezicht Vreeswijk is een van rijkswege beschermd dorpsgezicht in het Nieuwegeinse Vreeswijk in de Nederlandse provincie Utrecht.
Het beschermd gezicht beslaat een oppervlakte van 3 hectare en ligt in de oude kern van Vreeswijk. Centraal erin bevindt zich de Oude Sluis (of Vaartse sluis) en daarnaast de aan weerszijden gelegen bebouwing inclusief het deel ter hoogte van de Nederlands Hervormde kerk aan de Molenstraat. De procedure voor aanwijzing werd gestart op 21 november 1962. Het gebied werd op 4 augustus 1966 definitief aangewezen. Een jaar later volgde de aanwijzing van het Rijksbeschermd gezicht Vreeswijk Uitbreiding. Hiermee werd het beschermd gebied vooral uitgebreid tot aan de Oranjestraat in het noorden en Fort Vreeswijk in het oosten.
Panden die binnen een beschermd gezicht vallen krijgen niet automatisch de status van beschermd monument. Wel zal de gemeente het bestemmingsplan aanpassen om nieuwe ontwikkelingen in het gebied te reguleren. De gezichtsbescherming richt zich op de stedenbouwkundige en cultuurhistorische waardering van een gebied en wil het toekomstig functioneren daarvan veiligstellen.

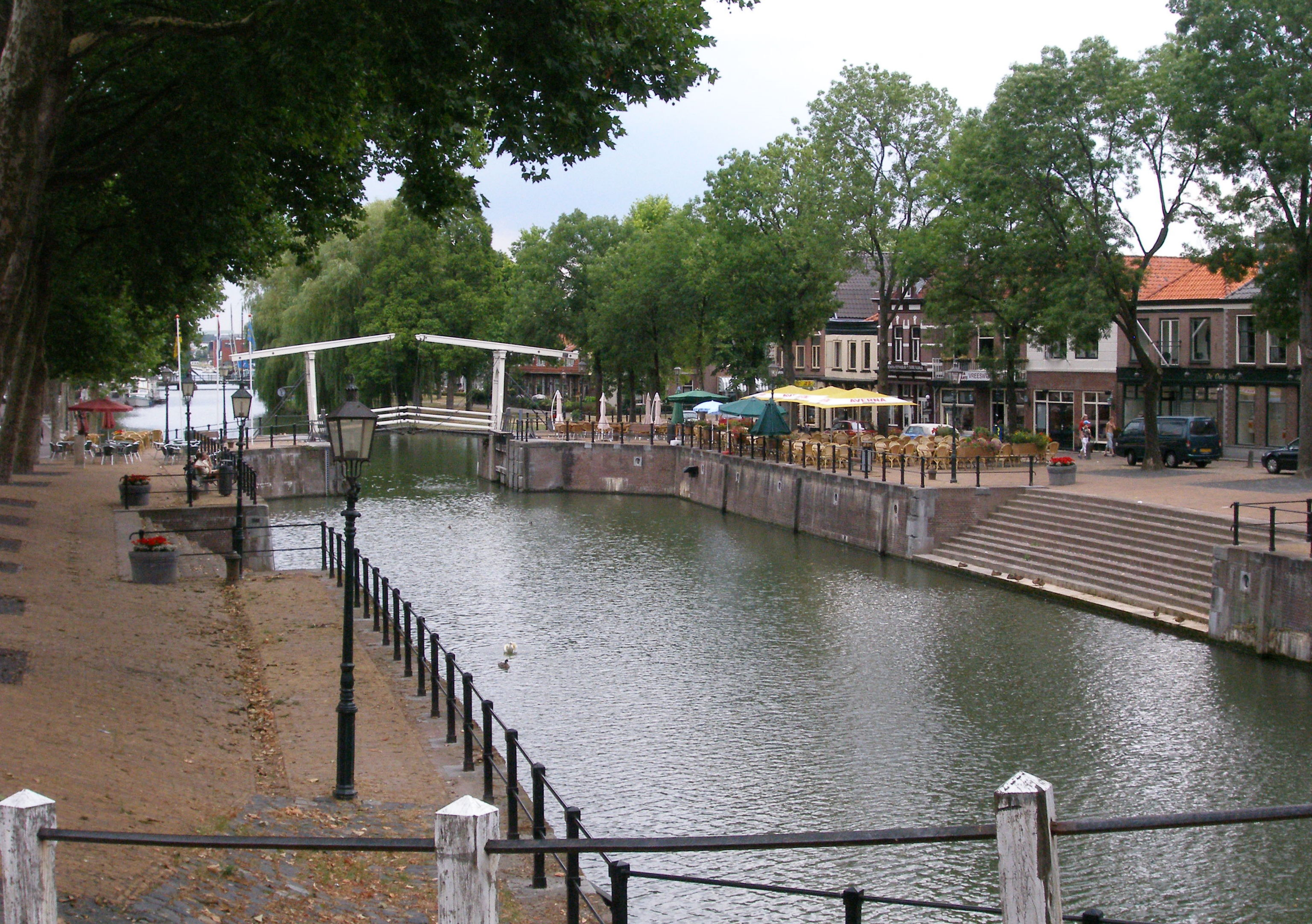
De Oude Sluis.